# Johann Uphagen

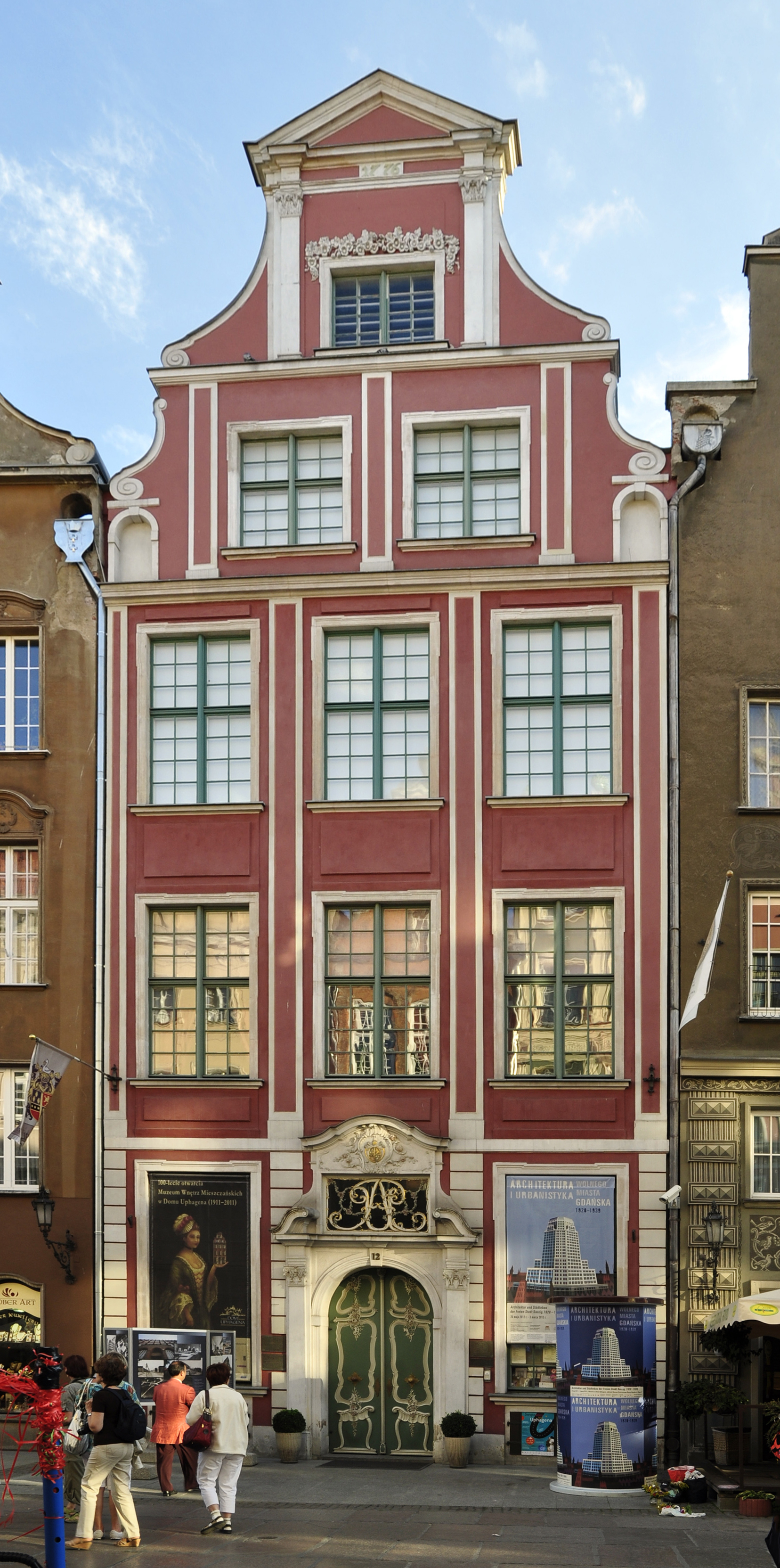
Uphagenhaus Danzig

Johann Uphagen, auch Jan Uphagen (* 9. Februar 1731 in Danzig; † 17. November 1802 ebenda) war ein deutscher Reeder, Kaufmann, Ratsherr und bibliophiler Sammler.

## Leben

### Familie
Johann Uphagens Vorfahren waren in Flandern ansässig und wurden von dort, aus religiösen Gründen, gegen Ende des 16. Jahrhunderts vertrieben. Sein Vorfahr  Arnold von Uphagen kaufte 1592 das vom Hochmeister, Winrich von Kniprode gestiftete, etwa 3 Meilen von Danzig gelegene, adelige Freischulzenamt von Meisterswalde im Landkreis Danziger Höhe.
Er war der Sohn des Kaufmanns und Ratsherrn Peter Uphagen (* 12. Februar 1704 in Danzig; † 22. Januar 1774 ebenda) und dessen Ehefrau Elisabeth, Tochter von John Forret.
Er heiratete am 19. Mai 1763 in erster Ehe seine Cousine Florentina Uphagen († 10. März 1766). Nach dem Tod seiner Ehefrau war er mit Abigal (geb. Borckmann) in zweiter Ehe verheiratet.

### Ausbildung
Er erhielt seit 1736 seinen ersten Unterricht bei einem Privatlehrer und kam 1740 an das Akademische Gymnasium. Nach dem Abschluss des Gymnasiums war er seit 1747 einige Zeit bei seinem Vater in der Lehre; in dieser Zeit beschäftigte er auch mit der polnischen und französischen Sprache. Sein Vater ließ sich überzeugen, dass Johann Uphagen sich lieber mit den Wissenschaften beschäftigte, und veranlasste, dass der Syndikus Gottfried Lengnich zu seinem Sohn im Herbst 1749 ein Gutachten erstellte. Nachdem dieser das Gutachten angefertigt worden war, erhielt Johann Uphagen bis Ostern 1751 Privatunterricht und immatrikulierte sich an der Universität Göttingen und studierte Geschichte, Rechtswissenschaften und Philosophie; er besuchte hierzu die Vorlesungen bei Johann Lorenz von Mosheim, Georg Christian Gebauer, Georg Heinrich Ayrer, Christoph August Heumann, Johann David Köhler und dessen Sohn Johann Tobias Köhler, Samuel Christian Hollmann und Andreas Weber. Während seines Studiums verkehrte er auch im Haus des Generalsuperintendent Jakob Wilhelm Feuerlein. 

### Werdegang
Nach Beendigung des Studiums unternahm er eine Reise durch Deutschland, Holland und Frankreich und erwarb in dieser Zeit viele wertvolle Bücher, die den Anfang seiner künftigen Bibliothek bildeten.
Er lebte darauf in Danzig anfangs als Privatier, verwaltete von 1765 bis 1771 das Hofamt bei zwei Danziger Spitälern. Nach dem Tod seines Vaters übernahm er 1775 die Handelsfirma der Familie; im gleichen Jahr erwarb er auch ein Wohnhaus mit einem Hintergebäude in der Danziger Langgasse 12 und ließ dieses durch Johann Benjamin Dreyer gründlich umbauen; nach der Fertigstellung der Baumaßnahme bewohnte er das Haus seit 1779 gemeinsam mit seiner zweiten Ehefrau.
1776 erfolgte seine Wahl zum Schöffen beim städtischen Gericht und 1792 zum Ratsherrn. Später war er Senior des Danziger Schöffengerichts.
1793 wurde Danzig, im Rahmen der Zweiten polnischen Teilung, an die preußische Monarchie angeschlossen und verlor innerhalb der absoluten Monarchie der Hohenzollern ihren besonderen Autonomiestatus und ihre städtische Freiheit, worauf er sich aus dem politischen Leben zurückzog.
Weil er keine Nachkommen hatte, gründete Johann Uphagen 1789 eine Majorats-Familienstiftung, sein Bruder, der der ersten Majoratsherr wurde, verwaltete das Haus in der Langgasse mitsamt den dort befindlichen wertvollen Sammlungen und der Inneneinrichtung. 1911 wurde in dem Haus ein Museum für Bürgerliche Wohnausstattung untergebracht; während des Zweiten Weltkriegs wurde die Inneneinrichtung ausgelagert und überdauerte unversehrt den Krieg. Das Gebäude selbst wurde 1945 fast vollständig zerstört, aber 1953 wieder aufgebaut; 1988 ist dort das Museum Uphagenhaus, eine Abteilung des Historischen Museums der Stadt Gdańsk, eröffnet worden.
Er gehörte zur reformierten Gemeinde St. Peter und Paul in Danzig und wurde bereits nach kurzer Zeit Angehöriger des Kollegiums der Ältesten an; er war ein Förderer des späteren Pastors Samuel Ludwig Majewski (1736–1801).

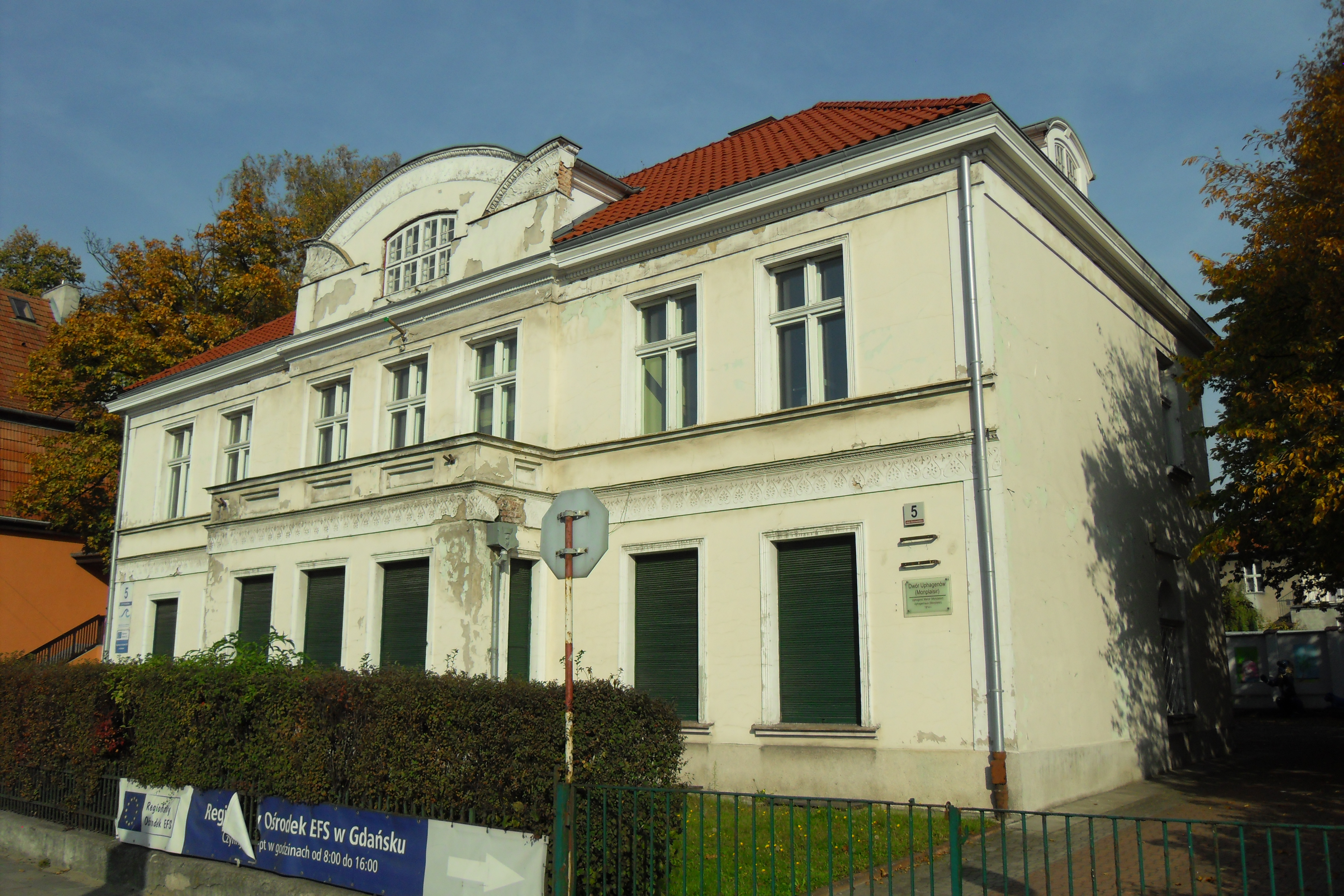
Mon Plaisir

Er starb auf seinem kleinen Gut Mon Plaisir in Langfuhr.

### Wissenschaftliches und bibliophiles Wirken
Seit 1775 arbeitete Johann Uphagen wissenschaftlich und beschäftigte sich auch mit dem Sammeln seltener und wertvoller Bücher. Zu seiner Lebenszeit zählte seine Bibliothek über 20.000 Bände aus den Bereichen wie Humanistik, Recht und Kunstgeschichte; ein Teil der Sammlung befindet sich heute in der Danziger Bibliothek der Polnischen Akademie der Wissenschaften. Sie enthält ungefähr 15.000 Bände mit Drucken des 16. bis 18. Jahrhunderts und Handschriften aus den Bereichen Geschichte, Rechtswissenschaft, Politologie, Philologie, Theologie, Philosophie, Mathematik, Naturwissenschaften sowie Bibliographien und Enzyklopädien.
Er betrieb auch heimatkundliche Forschungen zur Danziger Geschichte und veröffentlichte hierzu verschiedene Schriften; so hat er unter anderem mit Ehrenrettung der älteren Polnischen Geschichtschreiber auf die Schrift Gründliche Nachricht von den Herzogen von Pommern Danziger Linie geantwortet.

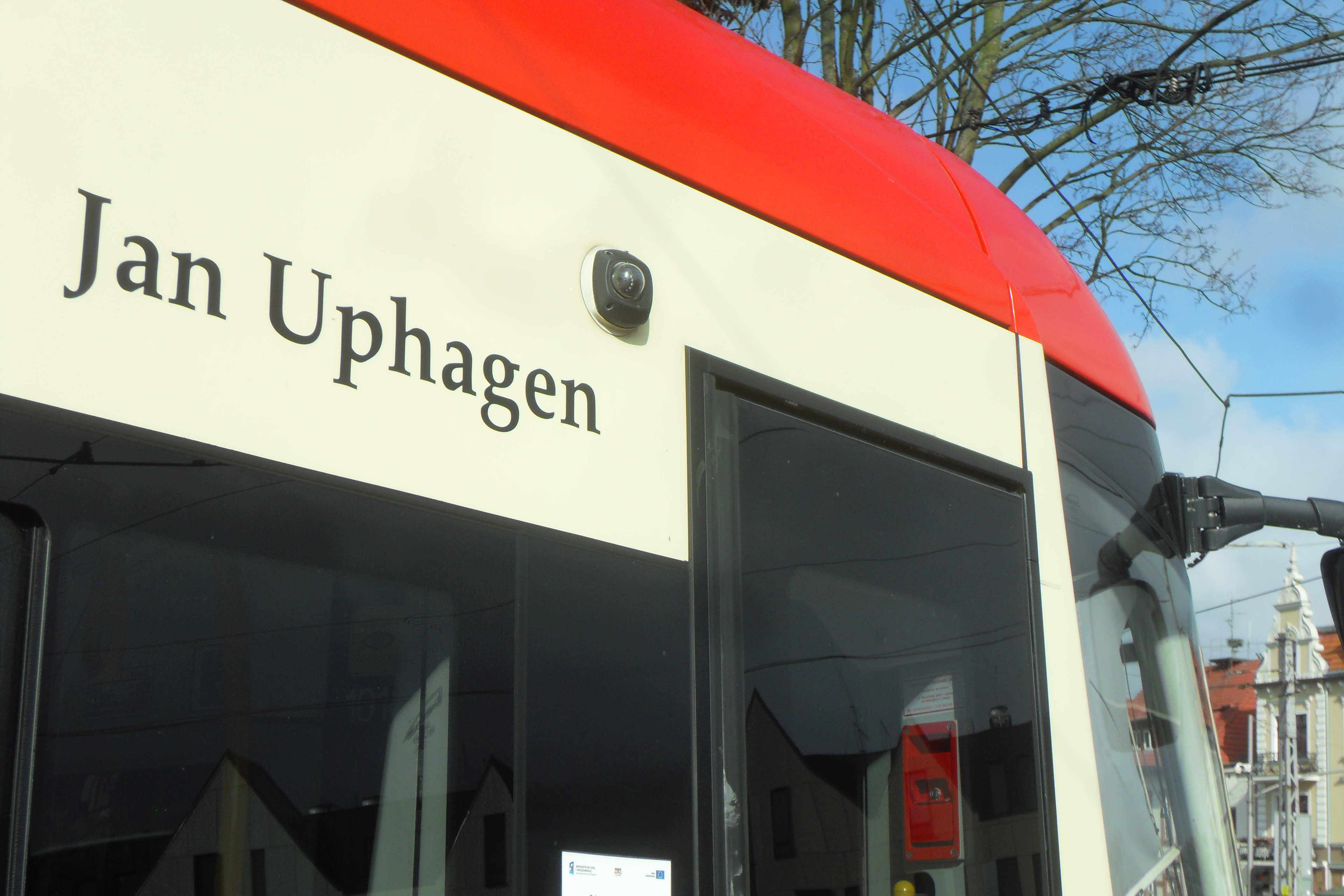
Triebfahrzeug

## Ehrungen und Auszeichnungen
- Ein Triebfahrzeug der Straßenbahn Danzig wurde nach Johann Uphagen benannt.

## Mitgliedschaften
- Johann Upagen war seit 1788 Mitglied der Sozietät der Wissenschaften Göttingen.[10][11]

## Schriften (Auswahl)
- Ehrenrettung der älteren Polnischen Geschichtschreiber. 1774.
- Parerga historica. Danzig 1782.